# Philippines aux Jeux olympiques d'été de 2008
Les Philippines participent aux Jeux olympiques d'été de 2008 à Pékin.

## Athlètes engagés

### Athlétisme

#### Hommes
| Epreuve          | Athlète      | Séries   | Séries | Quarts de finale | Quarts de finale | Demi-finales | Demi-finales | Finale   | Finale |
| Epreuve          | Athlète      | Résultat | Rang   | Résultat         | Rang             | Résultat     | Rang         | Résultat | Rang   |
| ---------------- | ------------ | -------- | ------ | ---------------- | ---------------- | ------------ | ------------ | -------- | ------ |
| Saut en longueur | Henry Dagmil | 7,58m    | 18e    | -                | -                | -            | -            | -        | -      |

#### Femmes
| Epreuve          | Athlète           | Séries   | Séries | Quarts de finale | Quarts de finale | Demi-finales | Demi-finales | Finale   | Finale |
| Epreuve          | Athlète           | Résultat | Rang   | Résultat         | Rang             | Résultat     | Rang         | Résultat | Rang   |
| ---------------- | ----------------- | -------- | ------ | ---------------- | ---------------- | ------------ | ------------ | -------- | ------ |
| Saut en longueur | Marestella Torres | 6,17m    | 18e    | -                | -                | -            | -            | -        | -      |

### Boxe
| Athlète       | Catégorie                | 16e de finale       | 8e de finale        | Quart de finale     | Demi-finale         | Finale              |
| Athlète       | Catégorie                | Adversaire Résultat | Adversaire Résultat | Adversaire Résultat | Adversaire Résultat | Adversaire Résultat |
| ------------- | ------------------------ | ------------------- | ------------------- | ------------------- | ------------------- | ------------------- |
| Harry Tanamor | Poids mi-mouches (-48kg) | Plange Défaite 3-6  | -                   | -                   | -                   | -                   |

## Liste des médaillés
— aucun —